# Alex Amankwah
Alex Amankwah (* 2. März 1992 in Accra) ist ein ghanaischer Mittelstreckenläufer, der sich auf die 800-Meter-Distanz spezialisiert hat und über diese Distanz aktuell Inhaber des Landesrekordes ist.

## Sportliche Laufbahn
Alex Amankwah wuchs in den Vereinigten Staaten auf und studierte an der University of Alabama und sammelte 2015 erste Erfahrungen bei internationalen Meisterschaften, als er bei den Afrikaspielen in Brazzaville in 3:05,15 min den fünften Platz mit der ghanaischen 4-mal-400-Meter-Staffel belegte. Im Jahr darauf nahm er über 800 Meter an den Olympischen Sommerspielen in Rio de Janeiro teil und schied dort mit 1:50,33 min in der ersten Runde aus. 2017 schied er bei den Weltmeisterschaften in London mit 1:47,56 min im Vorlauf über 800 Meter aus und im Jahr darauf kam er bei den Commonwealth Games im australischen Gold Coast mit 1:47,80 min ebenfalls nicht über die Vorrunde hinaus. 2022 schied er bei den Hallenweltmeisterschaften in Birmingham mit 1:49,96 min im Vorlauf aus und im Juli wurde er bei den Weltmeisterschaften in Eugene in der ersten Runde disqualifiziert. Daraufhin belegte er bei den Commonwealth Games in Birmingham in 1:48,95 min den siebten Platz. 2024 gelangte er bei den Afrikaspielen in Accra mit 1:46,53 min auf den fünften Platz.

## Persönliche Bestzeiten
- 600 Meter: 1:15,88 min, 30. April 2022 in Philadelphia
  - 600 Meter (Halle): 1:15,76 min, 18. Februar 2022 in New York City (nationale Bestleistung)
- 800 Meter: 1:44,80 min, 19. Mai 2017 in Marietta (ghanaischer Rekord)
  - 800 Meter (Halle): 1:46,47 min, 5. März 2022 in Chicago (ghanaischer Rekord)